# Ассамблея Республики (Португалия)
Ассамблея Республики Португалии (порт. Assembleia da República) — однопалатный представительный орган (парламент) Португалии.

Флаг Ассамблеи

Согласно Конституции Португалии, Ассамблея «является представительным собранием всех португальских граждан» и одним из верховных органов власти.

## Состав
Ассамблея ранее состояла из 250 депутатов, но в ходе конституционной реформы 1989 года число депутатов снизилось и колебалось между 180 и 230 депутатами.
Депутаты избираются всеобщим голосованием на четырёхлетний срок по 22 избирательным округам. 18 округов находятся в континентальной Португалии, по 1 округу составляют Азорские острова, Мадейра, португальская диаспора в Европе и диаспора в остальных странах.
Согласно конституции, депутаты представляют всю страну, а не только свои избирательные округа.

## Выборы
Выборы в Парламент Португалии организуются раз в 4 года. Парламент избирается по партийным спискам по пропорциональной системе. При распределении мест в парламенте используется Метод д'Ондта.
Парламент избирается на основе всеобщих и прямых выборов при тайном голосовании. Право голоса имеют все граждане Португалии старше 18 лет. Также граждане старше 18 лет могут выдвигаться на выборах.
Победу на состоявшихся 10 марта 2024 года досрочных парламентских выборах одержала правоцентристская коалиция «Демократический альянс», в которую вошли Социал-демократическая партия; Социально-демократический центр — Народная партия и Народная монархическая партия. Правившая ранее Социалистическая партия перешла в оппозицию. На третье место по числу мандатов вышла крайне правая партия Chega. В португальском парламенте также представлены партия Либеральная инициатива, Левый блок, Коалиция демократического единства (включает Португальскую компартию), экосоциалистическая LIVRE, экологистская «Люди — животные — природа».

## Председатель Ассамблеи
Председатель (президент) Ассамблеи республики является второй по значимости фигурой в иерархии должностных лиц государстве после президента. В случаях, когда президент страны не может исполнять свои обязанности, Председатель Ассамблеи республики временно становится высшим должностным лицом в государстве. 27 марта 2024 года на должность председателя Ассамблеи республики был избран Жозе Педру Агиар-Бранку.